# Miss France 1949
 (février 2016).
Si vous disposez d'ouvrages ou d'articles de référence ou si vous connaissez des sites web de qualité traitant du thème abordé ici, merci de compléter l'article en donnant les références utiles à sa vérifiabilité et en les liant à la section « Notes et références ».
Miss France 1949 est la 19e édition du concours Miss France.
Juliette Figueras, Miss Paris 1948, remporte le titre. Elle est plus tard élue Miss Europe 1949.

## Déroulement
Il y a 20 candidates. Le concours se déroule à l'Hôtel Le Tyrol, à Paris.

## Classement final
| Résultat final   | Candidate         | Région            |
| ---------------- | ----------------- | ----------------- |
| Miss France 1949 | Juliette Figueras | Miss Paris        |
| 1re dauphine     | Colette Deréal    | Miss Cannes       |
| 2e dauphine      | Jacky Perroneau   | Miss Saint-Tropez |
| 3e dauphine      |                   |                   |
| 4e dauphine      |                   |                   |

## Top 12
Dans le top 12 figuraient :